# شهرستان کلاتووی
ناحیهٔ کلاتووی (به چکی: Klatovy District) یک ناحیه در جمهوری چک است که در منطقه پلزن واقع شده‌است. ناحیهٔ کلاتووی ۱٬۹۴۵٫۶۹ کیلومتر مربع مساحت و ۸۷٬۶۲۹ نفر جمعیت دارد.